# Андраш
Андра́ш (угор. András) — угорське чоловіче особове ім'я. Угорська форма грецького імені Андреас (грец. Ανδρέας, Andreas). Український відповідник — Андрій.

## Особи
- Андраш I — угорський король.
- Андраш II — угорський король.